# Albert William Recht
Albert William Recht (* 22. März 1898 in Cleveland; † 8. Januar 1962 in Denver) war ein US-amerikanischer Astronom.

## Leben
Albert William Recht wurde am 22. März 1898 als Sohn von Albert und Anna Recht in Cleveland in Ohio geboren. Er besuchte die Schule in Arvada (Colorado), machte seinen Bachelor-Abschluss 1920 und seinen Master-Abschluss 1921 an der Universität Denver. Seinen Doktorgrad (Ph.D.) erlangte er 1939 an der Universität Chicago mit einer Arbeit über den Kometen 6P/d’Arrest.
Von 1920 bis 1923 war Recht High-School-Lehrer für Spanisch und Mathematik, er verbrachte auch sechs Monate an einer Goldmine in Nicaragua. Ab 1923 unterrichtete er Mathematik an der Universität Denver, von 1930 bis 1940 war er dort Assistant Professor, in den anschließenden fünf Jahren Associate Professor und ab 1945 Professor für Astronomie. Unter Herbert Alonzo Howe war Recht ab 1926 am Chamberlin Observatory und wurde 1930 Howes Nachfolger als Direktor der Sternwarte, diese Position bekleidete er bis 1962.
Am 18. Juni 1925 heiratete er Dorothy Walker, sie hatten drei Kinder, Rodney Frank, John Albert und Janet. Recht schrieb das Astronomiebuch „Space Trip for the Joneses“.
Der Mondkrater Recht wurde 1982 von der IAU nach Albert William Recht benannt.